# Котелев, Степан Гаврилович
Степа́н Гаври́лович Ко́телев (1899, село Терновое Симбирской губернии — 1938, Саранск) — деятель ВКП(б), 2-й секретарь Мордовского областного комитета. Входил в состав особой тройки НКВД СССР.

## Биография
Степан Гаврилович Котелев родился в 1899 году в селе Терновом Симбирской губернии. Став членом ВКП(б) в 1921 году, во время службы в РККА, по её завершении учился в Коммунистическом университете имени Я. М. Свердлова. Далее его жизнь была связана с партийной работой.
- 1933—1935 — начальник Политического отдела Ромодановской машинно-тракторной станции
- 1935—1936 — 1-й секретарь Зубово-Полянского районного комитета ВКП(б)
- 1936—1937 — заведующий Отделом руководящих партийных органов Мордовского областного комитета ВКП(б)
- 1937 — 2-й секретарь Мордовского областного комитета ВКП(б). Этот период отмечен вхождением в состав особой тройки, созданной по приказу НКВД СССР от 30.07.1937 № 00447[1] и участием в сталинских репрессиях[2].

## Завершающий этап
Арестован в 1937 г. Приговорён к ВМН по Сталинским расстрельным спискам 19 апреля 1938 года. Осуждён ВКВС СССР 24 мая 1938 г. Обвинялся по статьям 58-7, 58-8, 58-11 УК РСФСР. Расстрелян в Саранске. Реабилитирован 4 апреля 1956 г.